# Couverture de stock
La couverture de stock est un des indicateurs utilisés pas les fonctions contrôle de gestion et logistique.

## Enjeux de la couverture de stock
Cette notion constitue un bon indicateur de la qualité de gestion des approvisionnements, des stocks et des pratiques achat d'une entreprise.

## Calculs de la couverture de stock
La couverture de stock indique le nombre de jours de consommation auxquels le niveau de stock actuel peut faire face.
Elle s'obtient en divisant le stock par la consommation moyenne au cours d'une période donnée (obtenue au travers de ventes, d'expéditions...).
Par exemple un stock de 10 unités et une consommation hebdomadaire de 5 signifient que la couverture du stock considéré est de 2 semaines.